# Los Méndez
Los Méndez fue un programa de televisión de telerrealidad chileno que muestra la vida doméstica del artista chileno DJ Méndez y su familia. El programa salió al aire el 28 de junio de 2012 en TVN, y en su primer capítulo, promedió 19,5 puntos de audiencia.
Debido al éxito durante sus tres temporadas, el canal publicó su decisión de hacer una cuarta temporada, la cual fue estrenada a mediados de abril de 2014 con 12 episodios y llegando a su fin el 16 de julio de 2014.

## Desarrollo y producción
La pieza audiovisual, que se estrenó el viernes 8 de junio de 2012, tiene como tema central la canción «Los Méndez», creada por el artista especialmente para el programa, y en ella se muestra a través de los tatuajes del músico su llegada al país, que reconoce será «para quedarse» y también a Chicureo, donde fue el antiguo hogar entre la primera y tercera temporada. También presenta a sus hijos adolescentes, quienes serán la mayor preocupación de Leo, quien se divide entre su vida de artista, de soltero conquistador y de padre sobre protector, con todo lo que eso conlleva. Además en el spot se pudo ver a «Aquiles», el perro chihuahua de la familia.
En 2014 se confirmó la cuarta temporada, pero esta vez en su nueva casa en la misma comuna donde también se abordó el pololeo de la hija mayor de los Méndez, “Steffi” con el actor de la teleserie Somos los Carmona, Matías Gil, quienes no han despechado la oportunidad de mostrar su amor a través de las redes sociales. Por otro lado, Leo Méndez Jr. afrontó en los medios de comunicación su homosexualidad en 2013, lo cual fue un tema de esa temporada.
En abril de 2020, seis años después del último capítulo, DJ Méndez anunció la quinta temporada del programa, que sería estrenada a través del canal oficial de TVN en YouTube, la cuál aún no tiene fecha de estreno.

## Elenco

### Familia Méndez
- Leopoldo Méndez Alcayaga.
- Marcela Duque González: mamá de Esai Méndez y esposa de DJ Méndez.
- Stephanie Méndez : hija de DJ Méndez.
- Leo Jr. Méndez : hijo de DJ Méndez.
- Eva  Méndez : hija de DJ Méndez.
- Issis Méndez: hija de DJ Méndez.
- Esai Méndez Duque: hijo de DJ Méndez.
- María Fernanda Méndez: hija de DJ Méndez.

### Macabro Imperio
- Álvaro Neumann "Karna"o "Karnaza"
- Mirko Polic
- Cristián Zúñiga "C"
- Juan Villegas "Juan Colombia"
- Dúo Jibano
- Loreto Cana
- Matias Manuel

### Ex Macabro Imperio
- Jorge Gómez "Moreno Jackson"
- Mario Fernando Ramírez Ramírez "Rami"
- Rodrigo Alberto Muñoz Herrera "DW"
- Vladimir Muñoz (ex productor musical)

### Otras participaciones
- Francisco Escanilla "Pancho": Ex chofer de los Méndez.
- Ninoska Espinoza: madre de Stephanie, Leo Jr Eva y Martina y ex esposa de Leo Méndez
- Jorge Pando: pareja de Ninoskay padrastro de stephanie, leo jr, eva. y papá de  martina
- Martina Pando Espinoza: hija de Ninoska y Jorge hermana de Steffi, Leo Jr y Eva Méndez.
- Marcela Martínez: cocinera de los Méndez.
- Vinny Pinochet: amigo de Leo Jr y Steffi
- Carla Fromentin: amiga de Leo Jr y Steffi
- Juana María Rodríguez "Yendi": nana dominicana de los Méndez
- Francisco Guzmán: mánager / amigo de DJ Méndez.
- Anabel Ruiz: esposa de Antonio / ex amiga de Marcela
- Mateo Iribarren: amigo de DJ Méndez / productor del programa
- Antonio Guzmán: esposo de anabel  ex amigo de DJ Méndez.
- Gonzalo Trujillo "Lex": ex escolta de los Méndez.
- Rony Quinteros: trabajador doméstico de los Méndez.
- Javier Santander: abogado de DJ Méndez.
- Matías Gil Boettcheer: ex novio de Steffimendez.
- León, Facundo y Florencia Guzmán: hijos de Anabel y Antonio.
- Nicol Salamanca Díaz

## Teletón 2012
Durante el año 2012, la producción de Teletón Chile y su animador Mario Kreutzberger deciden que Méndez haga el himno de la Teletón de ese año, la canción interpretada por DJ Méndez, sus amigos de Macabro Imperio y Miryam Vázquez más conocida como Mysty-k, la canción se llamó «Puro corazón».
Méndez se presentó los dos días que duró la campaña, en la obertura la noche del 30 de noviembre cantando «Puro corazón» acompañado de Macabro Imperio, y al otro día en la clausura cantando «Gracias a la vida» de Violeta Parra y luego «Mi Chile» acompañado de toda su familia.
En el docureality se pudo apreciar la previa del evento, su llegada tanto al Teatro Teletón, como al Estadio Nacional, el backstage, el encuentro con animadores y telefonistas, así como la visita que realizó Mario Kreutzberger y Sebastián Montalbán, el niño símbolo a la casa de Méndez.

## Episodios
| Temporada | Temporada | Episodios | Episodios | Emisión original      | Emisión original        |
| Temporada | Temporada | Episodios | Episodios | Primera emisión       | Última emisión          |
| --------- | --------- | --------- | --------- | --------------------- | ----------------------- |
|           | 1         | 17        | 17        | 28 de junio de 2012   | 18 de octubre de 2012   |
|           | 2         | 19        | 19        | 24 de octubre de 2012 | 27 de diciembre de 2012 |
|           | 3         | 32        | 32        | 7 de marzo de 2013    | 18 de julio de 2013     |
|           | 4         | 12        | 12        | 23 de abril de 2014   | 16 de julio de 2014     |

## Banda sonora
DJ Méndez junto a Rami, DW, Moreno Jackson y Vladimir Muñoz colaboraron en el primer volumen del disco Los Méndez, llamándolo Los Méndez, Vol. 1. El disco contiene 14 canciones las cuales han aparecido en las dos temporadas del docureality. El disco (por ahora) no está disponible en tiendas oficiales del país, solo disponible por envío.
| N.º   | Título                                                    | Duración |  |
| 1.    | «Los Méndez» (Feat. Rami)                                 | 1:20     |  |
| 2.    | «Conga» (Feat. DW, Rami & Myzty-K)                        | 2:43     |  |
| 3.    | «Te Quiero» (Rami feat. Juan Antonio Labra)               | 3:47     |  |
| 4.    | «Padre Nuestro» (Feat. Rami)                              | 3:47     |  |
| 5.    | «Hoy» (Feat. DW & Rami)                                   | 3:49     |  |
| 6.    | «Eres Tu» (Feat. Rami)                                    | 4:00     |  |
| 7.    | «Quien tiene dinero» (Feat. DW, Karnaza & Moreno Jackson) | 5:55     |  |
| 8.    | «Lo primero es lo primero» (Feat. Myzty-K)                | 3:29     |  |
| 9.    | «Música» (Feat. DW & Rami)                                | 3:57     |  |
| 10.   | «Vamonos Pal Room» (Feat. Katherine Orellana)             | 3:02     |  |
| 11.   | «Ya no se» (Feat. Rami)                                   | 3:46     |  |
| 12.   | «Para mi gente» (Feat. Myzty-K)                           | 3:33     |  |
| 13.   | «Do you Remember» (Feat. Rami)                            | 3:00     |  |
| 14.   | «Touch & Go» (Feat. Romina Martin)                        | 3:28     |  |
| 49:42 |                                                           |          |  |

## Los Méndez en concierto
Durante la emisión de la tercera temporada del programa se anunció una mini gira de DJ Méndez junto a su familia por cuatro ciudades del país que son Concepción, Santiago, Viña del Mar y Antofagasta, en los cuales tiene de invitado al cantante de reguetón J Alvarez; nominado en 2012 a los Grammy Latino a «Mejor Álbum de Música Urbana» y quien tiene un gran éxito en las emisoras de radio de música urbana en Estados Unidos y Puerto Rico.

## Premios y nominaciones
| Año  | Premio                    | Categoría                 | Candidato        | Resultado | Ref.   |
| ---- | ------------------------- | ------------------------- | ---------------- | --------- | ------ |
| 2012 | Premios Juveniles GoldTie | Trayectoria Cantantes     | DJ Méndez        | Ganador   | [ 8 ]  |
| 2012 | Premios Juveniles GoldTie | Rostro Revelación Juvenil | Leo Méndez Jr.   | Nominado  | [ 8 ]  |
| 2012 | Premios Juveniles GoldTie | Rostro Revelación Juvenil | Stephanie Méndez | Nominada  | [ 8 ]  |
| 2012 | Copihue de Oro            | Mejor Reality             | Mejor Reality    | Ganadores | [ 9 ]  |
| 2013 | Premios TV Grama          | Mejor Reality             | Mejor Reality    | Ganadores | [ 10 ] |